# Gully Boy
Pour plus de détails, voir Fiche technique et Distribution.
Gully Boy est un film dramatique indien coécrit et réalisé par Zoya Akhtar et sorti en 2019. 

## Fiche technique
- Titre original : Gully Boy
- Titre français : Gully Boy
- Réalisation : Zoya Akhtar
- Scénario : Zoya Akhtar, Reema Kagti
- Photographie :
- Montage :
- Musique :
- Pays d'origine : Inde
- Langue originale : hindi
- Format : couleur
- Genre : dramatique
- Durée : 153 minutes
- Dates de sortie :
  - Allemagne : 9 février 2019 (Berlinale 2019)
  - Inde : 14 février 2019

## Distribution
- Ranveer Singh : Murad Ahmed / Gully Boy
- Alia Bhatt : Safeena Firdausi
- Siddhant Chaturvedi : MC Sher
- Vijay Raaz : Aftab Shakir Ahmed
- Amruta Subhash : Razia Ahmed
- Vijay Varma : Moeen Arif
- Kalki Koechlin : Sky
- Ikhlaque Khan : Nasir

## Distinction
- - Berlinale 2019 : sélection en section Berlinale Special